# Linea 1 (metropolitana di Busan)
La linea 1 della metropolitana di Busan è una linea di metropolitana inaugurata nel 1985, che ha percorso che parte da nord e arriva a sud della città di Busan, in Corea del Sud, nei pressi del porto. Il colore che identifica la linea è l'arancione. La linea, come tutto il resto della rete, è gestito dalla pubblica Società Trasporti Pusan.

## Storia
I primi progetti per la realizzazione della linea vennero effettuati nel 1979. Due anni dopo iniziò la realizzazione della prima fase, fra Nopo-dong e Beomnaegol, che venne terminata nel 1985. Questa prima tratta aveva una lunghezza di 16,2 km. Continuava quindi l'espansione a sud, e altri 5,4 km di tracciato vennero realizzati fra Beomnaegol e Jungang-dong, nel 1987, quindi fino a Seodaesin-dong nel 1990 (ulteriori 4,5 km), e al capolinea attuale di Sinpyeong nel giugno 1994.
Attualmente in costruzione, per la fine del 2013 è prevista l'inaugurazione di un'estensione verso sud nel distretto di Saha.

## Stazioni
La linea è prevalentemente in sotterraneo, con i due capolinea in superficie e un tratto intermedio di circa 5 km nella parte nord in viadotto (fra le stazioni di Guseo e Dongnae).
| Codice | Stazione (alfabeto) | Coreano (Hangŭl)        | Coreano (Hanja) | Collegamenti       | Dist. interst. | Dist. totale | Posizione | Posizione    |  |
|        |                     |                         |                 |                    |                |              |           |              |  |
| 095    | Dadaepo Beach       | 다대포해수욕장 (몰운대) | 多大浦海水浴場  |                    | ---            | 0.0          | Busan     | Saha-gu      |  |
| 096    | Dadaepo Harbor      | 다대포항                | 多大浦港        |                    | 1,6            | 1,6          | Busan     | Saha-gu      |  |
| 097    | Natgae              | 낫개                    | 낫개            |                    | 1,3            | 2,9          | Busan     | Saha-gu      |  |
| 098    | Sinjangrim          | 신장림                  | 新長林          |                    | 0,8            | 3,7          | Busan     | Saha-gu      |  |
| 099    | Jangrim             | 장림                    | 長林            |                    | 1,1            | 4,8          | Busan     | Saha-gu      |  |
| 100    | Dongmae             | 동매                    | 동매            |                    | 1,5            | 6,3          | Busan     | Saha-gu      |  |
| 101    | Sinpyeong           | 신평                    | 新平            |                    | 1,6            | 7,9          | Busan     | Saha-gu      |  |
| 102    | Hadan               | 하단                    | 下端            |                    | 1,6            | 9,5          | Busan     | Saha-gu      |  |
| 103    | Dangni              | 당리                    | 堂里            |                    | 0,8            | 10,3         | Busan     | Saha-gu      |  |
| 104    | Saha                | 사하                    | 沙下            |                    | 0,9            | 11,2         | Busan     | Saha-gu      |  |
| 105    | Goejeong            | 괴정                    | 槐亭            |                    | 0,9            | 12,1         | Busan     | Saha-gu      |  |
| 106    | Daeti               | 대티                    | 大峙            |                    | 0,8            | 12,9         | Busan     | Saha-gu      |  |
| 107    | Seo-Daesin          | 서대신                  | 西大新          |                    | 1,4            | 14,3         | Busan     | Seo-gu       |  |
| 108    | Dong-Daesin         | 동대신                  | 東大新          |                    | 0,7            | 15,0         | Busan     | Seo-gu       |  |
| 109    | Toseong             | 토성                    | 土城            |                    | 1,2            | 16,2         | Busan     | Seo-gu       |  |
| 110    | Jagalchi            | 자갈치                  | 자갈치          |                    | 1,0            | 17,2         | Busan     | Jung-gu      |  |
| 111    | Nampo               | 남포                    | 南浦            |                    | 0,7            | 17,9         | Busan     | Jung-gu      |  |
| 112    | Jungang             | 중앙                    | 中央            |                    | 0,9            | 18,8         | Busan     | Jung-gu      |  |
| 113    | Busan               | 부산                    | 釜山            | KTX Linea Gyeongbu | 1,1            | 19,9         | Busan     | Dong-gu      |  |
| 114    | Choryang            | 초량                    | 草梁            |                    | 0,8            | 20,7         | Busan     | Dong-gu      |  |
| 115    | Pusanjin            | 부산진                  | 釜山鎮          |                    | 0,8            | 21,5         | Busan     | Dong-gu      |  |
| 116    | Jwacheon            | 좌천                    | 佐川            |                    | 1,0            | 22,5         | Busan     | Dong-gu      |  |
| 117    | Beomil              | 범일                    | 凡一            |                    | 0,9            | 23,4         | Busan     | Dong-gu      |  |
| 118    | Beomnaegol          | 범내골                  | 범내골          |                    | 0,8            | 24,2         | Busan     | Pusanjin-gu  |  |
| 119    | Seomyeon            | 서면                    | 西面            | ● Linea 2          | 1,2            | 25,4         | Busan     | Pusanjin-gu  |  |
| 120    | Bujeon              | 부전                    | 釜田            |                    | 0,6            | 26,0         | Busan     | Pusanjin-gu  |  |
| 121    | Yangjeong           | 양정                    | 楊亭            |                    | 1.4            | 27,4         | Busan     | Pusanjin-gu  |  |
| 122    | Municipio           | 시청                    | 市廳            |                    | 0,8            | 28,2         | Busan     | Yeonje-gu    |  |
| 123    | Yeonsan             | 연산                    | 蓮山            | ● Linea 3          | 0,9            | 29,1         | Busan     | Yeonje-gu    |  |
| 124    | Gyodae              | 교대                    | 敎大            |                    | 1,0            | 30,1         | Busan     | Yeonje-gu    |  |
| 125    | Dongnae             | 동래                    | 東萊            | ● Linea 4          | 1,2            | 31,3         | Busan     | Dongnae-gu   |  |
| 126    | Myeongnyun          | 명륜                    | 明倫            |                    | 0,8            | 32,1         | Busan     | Dongnae-gu   |  |
| 127    | Oncheonjang         | 온천장                  | 溫泉場          |                    | 1,0            | 33,1         | Busan     | Dongnae-gu   |  |
| 128    | Univ. Naz. di Busan | 부산대                  | 釜山大          |                    | 1,1            | 34,2         | Busan     | Geumjeong-gu |  |
| 129    | Jangjeon            | 장전                    | 長箭            |                    | 1,0            | 35,2         | Busan     | Geumjeong-gu |  |
| 130    | Guseo               | 구서                    | 久瑞            |                    | 1,1            | 36,3         | Busan     | Geumjeong-gu |  |
| 131    | Dusil               | 두실                    | 斗室            |                    | 1,0            | 37,3         | Busan     | Geumjeong-gu |  |
| 132    | Namsan              | 남산                    | 南山            |                    | 1,0            | 38,3         | Busan     | Geumjeong-gu |  |
| 133    | Beomeosa            | 범어사                  |                 |                    | 0,9            | 39,2         | Busan     | Geumjeong-gu |  |
| 134    | Nopo                | 노포                    | 老圃            |                    | 1,2            | 40,4         | Busan     | Geumjeong-gu |  |
|        |                     |                         |                 |                    |                |              |           |              |  |